# جلیل جعفری بنه‌خلخال
جلیل جعفری بنه‌خلخال (زاده ؟) سیاستمدار ایرانی است که نماینده دوره نهم مجلس شورای اسلامی از حوزه انتخابیه خلخال و کوثر در استان اردبیل بوده‌است. وی در دوره نمایندگی عضو کمیسیون انرژی مجلس شورای اسلامی بود.

## انتخابات ریاست‌جمهوری ۱۴۰۳
وی در روز یکشنبه ۱۳ خرداد ۱۴۰۳ با حضور در وزارت کشور برای انتخابات ریاست‌جمهوری دوره چهاردهم ثبت‌‌نام کرد.